# Rångsta

Rångsta är en större by i Hedesunda socken, Gävle kommun. Den finns dokumenterad från och med år 1401 och 1424 och framåt. Tidiga stavningar av bynamnet: Wrånstadom, Wrangastadhum, Rangstad, Rongsta, Rånkstad. I Rångsta har man gjort rika fynd av guld från folkvandringstiden med kända föremål från det Bysantinska riket. Rång- kan komma från ett mansnamn Ragne eller Ragnfast eller troligare syfta på den "krokiga, vridna och slingrande" Rångstaån. Ordet kan komma från rang- , rång- eller rång- samma ord som i vränger i båtar. Rångsta by finns omedelbart väster om centrumbyn i Hedesunda nämligen Brunn. 
I Rångsta finns Hedesunda idrottsplats med planer för ishockey (konstfryst), fotboll och boule med mera.

## Depåfyndet i Rångsta
I byn Rångsta, vid nyodling av lerig mark som ännu idag är en åker, hittades i april 1910 ett depåfynd på tre decimeters djup. Föremålen hittades utan något omhölje och bestod av ett bysantinskt guldmynt, tre släta tunna fingerringar av guld (därav en dekorerad med halvmånformig punsdekor), 5 hela och 14 delar av trinda guldtenar samt en hopböjd liten fingerring av guld. Guldmyntet är en solidus präglad för den bysantinske kejsaren Leo I, präglad 457-474, och hade ett inslaget hål som visar att den använts som ett dyrbart hängsmycke. Ringarna och tenarna antas ha använts som betalningsguld och det är troligt att tenarna är tillverkade av nedsmälta mynt likt myntet som ingick i skatten, samtidigt som man misstänker att guldringarna kan ha använts som viktlod eller viktlikare när man vägt upp guldtenarna. Föremålen och myntet daterar denna skatt till folkvandringstiden. Totalt väger skattfyndet 119.95 gram.
Detta är ett av två guldfynd från folkvandringstiden som hittats i socknen (det andra hittades i Byn) och dess storlek gör fyndet extra intressant.
Föremålen löstes in av Statens historiska museum i Stockholm från upphittaren och förvaras där än idag. Bilder går att hitta på deras hemsida: http://mis.historiska.se/mis/sok/fyndlokal.asp?lokalid=27126